# Jürgen Hönicke
Jürgen Hönicke (* 4. Dezember 1956) ist ein ehemaliger deutscher Fußballspieler, der zwischen 1975 und 1981 für die BSG Stahl Riesa in der DDR-Oberliga, der höchsten Spielklasse im DDR-Fußball spielte.

## Sportliche Laufbahn
Mit neun Jahren wurde Jürgen Hönicke 1966 in die Nachwuchsabteilung der BSG Stahl Riesa aufgenommen. 1975 erreichte er mit der 2. Mannschaft den Aufstieg in die zweitklassige DDR-Liga, und zur Saison 1975/76 wurde er in den Kader der Oberligamannschaft aufgenommen. Mit ihr bestritt er elf Punktspiele, in denen er zunächst im Mittelfeld, später als Stürmer aufgeboten wurde. In der 2. Mannschaft kam er in acht DDR-Liga-Spielen zum Einsatz und erzielte dabei zwei Tore. In seiner zweiten Oberligaspielzeit wurde Hönicke 1976/77 mit 21 Punktspieleinsätzen zum Stammspieler und kam auch zu seinen ersten drei Oberligatoren. Am Saisonende musste Stahl Riesa in die DDR-Liga absteigen, in der Hönicke 1977/78 seinen Stammplatz mit 19 von 22 Ligaspielen und vier Toren verteidigte. Die BSG Stahl wurde Liga-Staffelsieger und erreichte über die Aufstiegsrunde den Wiederaufstieg. Hönicke war in den acht Spielen siebenmal eingesetzt worden und steuerte zwei Tore zum Aufstieg bei. Nachdem er in der Saison 1978/79 sieben Oberligaspiele bestritten hatte und einmal zum Torerfolg gekommen war, wurde er im Mai 1979 für 18 Monate zum Wehrdienst in der Nationalen Volksarmee eingezogen. Nach seiner Entlassung spielte er vom November 1980 an wieder mit Stahl Riesa in der Oberliga. Bereits im ersten Spiel schoss er sein obligatorisches Tor, nach drei Einsätzen verletzte er sich aber und kam in der Rückrunde nur noch zweimal als Einwechselspieler zum Einsatz. Riesa stieg nach der Saison 1980/81 erneut ab, erreichte aber sofort wieder den Aufstieg. Daran war Hönicke nur mit acht Punktspieleinsätzen und drei Toren sowie einem Aufstiegsspiel beteiligt.
Anschließend verließ er die BSG Stahl Riesa und schloss sich dem DDR-Ligisten TSG Gröditz an, wo er noch zwei Spielzeiten bestritt. 1982/83 kam er in 21 von 22 Punktspielen zum Einsatz und wurde mit seinen sieben Treffern Torschützenkönig der TSG. 1983/84 spielte er seine letzte Saison im DDR-weiten Spielbetrieb. Er bestritt noch einmal 15 DDR-Liga-Spiele und schoss auch noch einmal drei Tore. Nachdem die TSG anschließend aus der DDR-Liga abgestiegen war, kehrte der 28-jährige Hönicke nicht mehr in den höherklassigen Fußball zurück. Seine Bilanz weist 44 Oberligaspiele mit fünf Toren, 71 DDR-Liga-Punktspiele mit 19 Toren und acht Einsätze in den Aufstiegsrunden mit zwei Toren aus.